# Tamo Aí na Atividade (festival)
O Festival Tâmo Aí na Atividade foi um evento de música realizado no dia 13 de Abril de 2014, na cidade de São Bernardo do Campo, no Estância Alto da Serra.
O evento, que teve como meta fazer uma referência e homenagem ao legado que CBJr. deixou para toda uma geração foi promovido pela Rádio Rock FM 89.1 de São Paulo.

## O Festival
Idealizado por Alexandre Abrão, filho do cantor Chorão, o festival (batizado em homenagem ao nome de um dos discos da banda Charlie Brown Jr.) é uma homenagem ao legado deixado pelo grupo. O evento, que teve uma atração internacional, além de atividades como grafite e uma pista de skate, teve como atração principal o show CBJr. e Convidados que reuniu no palco, além de ex-membros do CBJr. (guitarristas Marcão e Thiago Castanho, o baterista Bruno Graveto, e o baixista Heitor), nomes como Mano Brown e Edi Rock (do Racionais MC's), Nando Reis, Marcelo D2, Digão e Canisso (do Raimundos), João Gordo (do Ratos de Porão), Marcelo Nova, Supla, Di Ferrero (do Nx Zero), a baixista Lena Papini, Zeider (Planta & Raiz), Sandro e Helião (RZO), entre outros, e que teve no setlist de música os maiores sucessos da banda.
A data não foi escolhida à toa. Além do aniversário de Chorão (9 de abril), no dia 9 de abril de 1992 o grupo subia pela primeira vez ao palco.
Alexandre Abrão explicou que uma razão burocrática impediu que o festival fosse filmado e saísse em DVD.

## Line-Up
| 13 de Abril de 2014 (Domingo) | 13 de Abril de 2014 (Domingo) | 13 de Abril de 2014 (Domingo)             | 13 de Abril de 2014 (Domingo) |
| Horário                       | Banda/Artista | Gênero                                    |                               |
| ----------------------------- | --- | ----------------------------------------- | ----------------------------- |
| 14h20                         | Garage Fuzz | Punk rock                                 |                               |
| 15h40                         | Dead Fish | Hardcore melódico                         |                               |
| 17h00                         | Emicida | Rap                                       |                               |
| 18h30                         | Suicidal Tendencies | Hardcore punk                             |                               |
| 20h30                         | Mano Brown | Rap                                       |                               |
| 21h00                         | Charlie Brown Jr. e Convidados - Marcão, Thiago, Heitor, e Graveto (Charlie Brown Jr) - Lena Papini (A Banca) - Mano Brown (Racionais MC's) - Di Ferrero (Nx Zero) - Alexandre Carlo (Natiruts) - Mike Muir (Suicidal Tendencies) - Egypcio (Tihuana) - Supla - Dexter - João Gordo (Ratos de Porão) - Marcelo Nova - Mano Changes, e Chernobyl (Comunidade Nin-Jitsu) - Marcelo Mancini (Strike) - Sandrão (RZO) - Marcio Melo - Andreas Kisser (Sepultura) - Rafael Bittencourt (Angra) | rock, hardcore, reggae, rap, e skate punk |                               |